# Ángel Flores

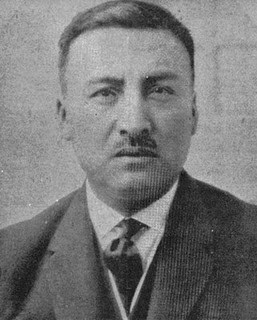
Ángel Flores

Ángel Flores (* 2. Oktober 1883 in San Pedro, Culiacán, Sinaloa; † 31. März 1926 in Culiacán, Sinaloa) war ein mexikanischer General, der einige entscheidende Schlachten der mexikanischen Revolution gewann, und ein Politiker, der von 1920 bis 1924 Gouverneur von Sinaloa war.

## Leben
Bereits vier Jahre bevor General Flores zum Gouverneur seines Heimatstaates Sinaloa gewählt wurde, kandidierte er für diesen Posten, unterlag aber gegen Ramón Fuente Iturbe. Enttäuscht über diesen für ihn unerfreulichen Wahlausgang verließ er Sinaloa und suchte Zuflucht in Navojoa. Als bald darauf im dortigen Bundesstaat Sonora der Plan von Agua Prieta erwuchs, der die Amtsenthebung des mexikanischen Präsidenten Venustiano Carranza anstrebte, unterstützte Flores diese Forderung und schaltete sich wieder aktiv in die Politik ein. Er kehrte nach Sinaloa zurück und kandidierte erneut für den Gouverneursposten, den er diesmal erhielt.
Unterstützt durch konservative Kräfte bemühte er sich 1924 um das Präsidentenamt, unterlag jedoch gegen seinen Widersacher Plutarco Elías Calles. Daraufhin zog Flores sich aus dem politischen Leben zurück und starb am 31. März 1926 im Alter von nur 42 Jahren.